# Pawło Ksionz
Pawło Serhijowycz Ksionz, ukr. Павло Сергійович Ксьонз (ur. 2 stycznia 1987 w Myrhorodzie, obwód połtawski, Ukraińska SRR) – ukraiński piłkarz, grający na pozycji pomocnika w Mazurze Karczew.

## Kariera piłkarska

### Kariera klubowa
Wychowanek szkółki piłkarskiej w Myrhorodzie oraz Dynama Kijów. 2 kwietnia 2004 debiutował w trzeciej drużynie Dynama. Potem występował w drugiej i rezerwowej drużynie. W 2007 został wypożyczony najpierw do CSKA Kijów, a potem do Zakarpattia Użhorod, a w rundzie jesiennej sezonu 2008/2009 do Ilicziwca Mariupol. Rundę wiosenną już rozpoczął w FK Charków. Po spadku drużyny z najwyższej ligi został ponownie wypożyczony do beniaminka Premier Lihi Zakarpattia Użhorod, a na początku 2010 do FK Ołeksandrija. Po wygaśnięciu kontraktu z Dynamem Kijów podpisał pełnoprawny kontrakt z PFK Oleksandria. W marcu 2012 za obopólną zgodą stron przeniósł się do Karpat Lwów. 29 lipca 2013 został wypożyczony do końca sezonu do Metalista Charków. W lutym 2015 został wypożyczony do Dnipro. 25 lipca 2015 powrócił do Karpat. 15 grudnia 2017 opuścił lwowski klub. 23 lutego 2018 został piłkarzem Sandecji Nowy Sącz, w którym grał do wygaśnięcia kontraktu 30 czerwca 2018. W lipcu 2018 został nowym zawodnikiem Olimpiku Donieck, zawarłszy dwuletni kontrakt z klubem. Od 20 lutego 2024 jest zawodnikiem Mazura Karczew.

### Kariera reprezentacyjna
Występował w reprezentacjach Ukrainy U-17 oraz Ukrainy U-19. W 2015 roku rozegrał swój debiutancki mecz w seniorskiej reprezentacji Ukrainy.